# Robert Douglas (acteur)
Robert Douglas, geboren als Robert Douglas Finlayson (Bletchley, 9 november 1909 - Encinitas, 9 januari 1999), was een Brits-Amerikaans acteur en regisseur.

## Filmografie (als acteur)

#### Films
*Exclusief 3 televisiefilms
| - Secret Ceremony (1968) - The Lawbreakers (1961) - Tarzan, the Ape Man (1959) - The Young Philadelphians (1959) - Helen of Troy (1956) - Good Morning, Miss Dove (1955) - The Scarlet Coat (1955) - The Virgin Queen (1955) - King Richard and the Crusaders (1954) - Saskatchewan (1954) - Flight to Tangier (1953) - The Desert Rats (1953) - Fair Wind to Java (1953) - The Prisoner of Zenda (1952) - Ivanhoe (1952) - At Sword's Point (1952) - Thunder on the Hill (1951) - Target Unknown (1951) - Mystery Submarine (1950) - Kim (1950) - The Flame and the Arrow (1950) | - This Side of the Law (1950) - Spy Hunt (1950) - Barricade (1950) - Buccaneer's Girl (1950) - The Lady Takes a Sailor (1949) - The Hasty Heart (1949, stem) - The Fountainhead (1949) - Homicide (1949) - The Decision of Christopher Blake (1948) - The Adventures of Don Juan (1948) - The End of the River (1947) - The Chinese Bungalow (1940) - The Lion Has Wings (1939) - Over the Moon (1939) - The Challenge (1938) - Our Fighting Navy (937) - London Melody (1937) - Death Drives Through (1935) - The Blarney Stone (1933) - Many Waters (1931) - Dr. Josser, K.C. (1931) |

#### Televisieseries
*Exclusief eenmalige gastrollen
- Alcoa Presents: One Step Beyond - Verschillende (1959-1961, drie afleveringen)
- Adventures in Paradise - Albert Otherly (1960, twee afleveringen)
- Disneyland - General Cornwallis (1960, twee afleveringen)
- Alfred Hitchcock Presents - Verschillende (1959-1959, twee afleveringen)

## Regisseur

#### Films
- The Final Hour (1965)
- Night Train to Paris (1964)

#### Televisieseries
*Exclusief 10+ projecten van één aflevering
| - House Calls (1982, twee afleveringen) - Trapper John, M.D. (1979-1981, vier afleveringen) - Nobody's Perfect (1980, vier afleveringen) - Baretta (1975-1978, negen afleveringen) - Future Cop (1977, twee afleveringen) - City of Angels (1976, twee afleveringen) - Medical Center (1974-1975, vier afleveringen) - The Streets of San Francisco (1972-1975, vier afleveringen) - Barnaby Jones (1974, twee afleveringen) - The F.B.I. (1967-1974, dertien afleveringen) - Cannon (1972-1973, vijf afleveringen) | - The Immortal (1970, twee afleveringen) - Adam-12 (1969-1970, zes afleveringen) - The Invaders (1967-1968, twee afleveringen) - The Monroes (1967, twee afleveringen) - 12 O'Clock High (1965-1967, zestien afleveringen) - Court Martial (1965-1966, drie afleveringen) - The Alfred Hitchcock Hour (1963-1964, vier afleveringen) - 77 Sunset Strip (1960-1962, twaalf afleveringen) - Hawaiian Eye (1961-1962, drie afleveringen) - Surfside 6 (1960-1962, zeven afleveringen) - Maverick (1960-1961, twee afleveringen) |

## Privé
Douglas trouwde in 1946 met Suzanne Weldon, zijn tweede echtgenote. Hij bleef bij haar tot aan zijn overlijden. Samen kregen ze zoon Robert Giles Finlayson en dochter Lucinda Gail Gabri. Douglas trouwde in 1935 al eens met actrice Dorothy Hyson, maar hun huwelijk eindigde in 1945 in een echtscheiding.
- Biblioteca Nacional de España: XX1050673
- Bibliothèque nationale de France: cb141729260 (data)
- Gemeinsame Normdatei: 1208409859
- International Standard Name Identifier: 0000 0000 5925 5746
- Library of Congress Control Number: no89012162
- Nationale Bibliotheek van Israël: 987007432766305171
- Istituto Centrale per il Catalogo Unico: LO1V305305
- Système universitaire de documentation: 150669429
- Virtual International Authority File: 51898849
- WorldCat: E39PBJf8qqpvKV7PYPCJMxkdQq